# Maurice Malpas
Maurice Daniel Robert Malpas (Dunfermline, 1962. augusztus 3.) skót válogatott labdarúgó, edző.

## Pályafutása

### Klubcsapatokban
Malpas 1979 augusztusában írta alá első szerződését a Dundee United csapatával, ahol összesen 830 alkalommal lépett pályára, ezzel ő a második legtöbb mérkőzést játszó játékosa.  A klubbal megnyerte az 1982-83-as bajnokságot. Profi futballista 1984-ben vált belőle. 1985 és 1994 között öt alkalommal szerepeltek a skót kupadöntőjében, ebből azonban csak egyet nyertek meg. 1991-ben megkapta az SFWA Év Játékosa díjat. 2015-ben bekerült a skót labdarúgás halhatatlanjainak csarnokába.

### A válogatottban
A skót válogatottban 55 alkalommal lépett pályára. Részt vett az 1986-os és 1990-es világbajnokságon, és az 1992-es Európa-bajnokságon. 1984-es debütálásával mindmáig ő az utolsó játékos a skót válogatott történelmében, aki félprofiként is szerepelt a nemzeti csapatban.

## Sikerei, díjai

### Klub
Dundee United
- Skót bajnok: 1982–83
- Skót kupagyőztes: 1993–94
- Skót kupa ezüstérmes: 1984–85, 1986–87, 1987–88, 1990–91
- Skót ligakupa ezüstérmes: 1984–85, 1997–98
- UEFA-kupa ezüstérmes:  1986–87
- Skót Challenge-kupa ezüstérmes:  1995–96

### Egyéni
- SFWA Év Játékosa: 1991
- Skót válogatott halhatatlanja : 1992
- Skót labdarúgás halhatatlanja: 2015